# PKMYT1
PKMYT1（protein kinase, membrane associated tyrosine/threonine 1）またはMyt1は、ヒトではPKMYT1遺伝子にコードされる酵素（プロテインキナーゼ）である。
Myt1はWee1ファミリーの酵素であり、Wee1ファミリーにはさまざまな生物種においてサイクリン依存性キナーゼ（CDK）の活性を阻害する機能を果たすさまざまな酵素が含まれている。Myt1はCDKのTyr15とThr14の双方のリン酸化を介してCDKを不活性化することで、細胞周期の調節に重要な役割を果たしている。

## Wee1ファミリー
Wee1ファミリーにはCDKの不活性化に関与している酵素が含まれている。さまざまな生物種で機能しているWee1ファミリーの酵素の例をいくつか次に挙げる。
- 出芽酵母Saccharomyces cerevisiae: Swe1
- 分裂酵母Schizosaccharomyces pombe: Wee1、Mik1
- キイロショウジョウバエDrosophila melanogaster: Dwee1、Dmyt1
- 脊椎動物: Wee1（Tyr15だけをリン酸化）、Myt1（Tyr15とThr14の双方をリン酸化）[8]

Wee1は名称は異なるものの全ての真核生物に存在し、各生物でTyr15のリン酸化を担っている。Wee1がCdk1の主要な阻害因子である分裂酵母では、Wee1をコードする遺伝子の変異によって有糸分裂への早期移行が引き起こされる。一方、Wee1の過剰発現によって有糸分裂への移行が遮断される。

## リン酸化
Myt1は、Tyr15とThr14のリン酸化を介してCDK活性の阻害に重要な役割を果たしている。Tyr15は高度に保存されており、主要なCDKの全てに存在する。動物細胞には他にThr14部位が存在し、さらにCDKの不活性化を補助している。
Tyr15とThr14はCDKのATP結合部位に位置している。Tyr15とThr14のリン酸化はATPのリン酸部分の配向に干渉し、CDKの機能を阻害する。これらの部位のリン酸化は有糸分裂の開始時に特に重要であり、M期CDKの活性化時期の調節と関係している。また、S期CDKの活性化時期やG1/S期への移行にも関与していると考えられている。
CDKはMyt1によるTyr15とThr14のリン酸化によって不活性化されるため、再び活性化されるためにはこれらの部位の脱リン酸化が必要である。こうした阻害部位の脱リン酸化はCdc25ファミリーによって行われる。脊椎動物では、CDC25AがG1/S期とG2/M期のチェックポイントを制御し、CDC25BとCDC25CはどちらもG2/M期のチェックポイントを制御している。

## 有糸分裂
Myt1とWee1は共に機能して、有糸分裂前にCdk1を阻害している。細胞周期のほとんどの時期を通じてMyt1とWee1の濃度は高く維持されており、Cdk1の不活性化を保証している。有糸分裂時には、Myt1とWee1の濃度は大きく低下し、Cdc25ファミリーのホスファターゼによる脱リン酸化活性化によってCdk1の活性化が引き起こされる。

## 細胞内分布
Myt1はゴルジ体や小胞体の膜に位置している。サイクリンB1-Cdk1複合体はほぼ全てが細胞質に存在しているため、Myt1はCdk1を阻害する最も重要なキナーゼである可能性がある。一方Wee1は大部分が核内に位置しており、核内に存在する少量のCdk1の阻害を維持していると考えられている。ショウジョウバエではWee1の欠損は致死的とはならないことがさまざまな研究で示されており、有糸分裂を正常に行うためにはMyt1によるCdk1阻害で十分であることが示唆される。Myt1がCdk1阻害の主要因子であることを支持するさらなるエビデンスとして、ツメガエル卵母細胞にはWee1は存在せず、Myt1がCdk1の唯一の阻害因子として機能していることが挙げられる。

## 調節
Myt1、Wee1、Cdc25の調節は、Cdk1が関与するポジティブフィードバックループによって行われている。これらのタンパク質の調節のため、Cdk1は各タンパク質のN末端の調節領域の高リン酸化を行う。この高リン酸化はCdc25では活性化、Myt1とWee1では阻害をもたらす。こうしたCdk1によるポジティブフィードバックループは双安定系の形成をもたらし、細胞は安定なCdk1不活性化状態か安定なCdk1活性化状態のいずれかの状態をとることとなる。この調節系はCdk1のオン・オフを迅速に切り替えるスイッチとなっており、一部に欠陥が生じた場合でも系が作動し続けるよう保証している。
また、プロテインキナーゼAKT1/PKBやPLK（ポロ様キナーゼ）もMyt1をリン酸化し、活性を調節することが示されている。

## 関連文献
- “Human Myt1 is a cell cycle-regulated kinase that inhibits Cdc2 but not Cdk2 activity”. The Journal of Biological Chemistry 272 (35):  22300–6. (August 1997). doi:10.1074/jbc.272.35.22300. PMID 9268380.
- “The essential mitotic peptidyl-prolyl isomerase Pin1 binds and regulates mitosis-specific phosphoproteins”. Genes & Development 12 (5):  706–20. (March 1998). doi:10.1101/gad.12.5.706. PMC 316589. PMID 9499405.
- “Overproduction of human Myt1 kinase induces a G2 cell cycle delay by interfering with the intracellular trafficking of Cdc2-cyclin B1 complexes”. Molecular and Cellular Biology 19 (7):  5113–23. (July 1999). doi:10.1128/MCB.19.7.5113. PMC 84354. PMID 10373560.
- “The C-terminal domain of the Cdc2 inhibitory kinase Myt1 interacts with Cdc2 complexes and is required for inhibition of G(2)/M progression”. Journal of Cell Science 112 ( Pt 19) (19):  3361–71. (October 1999). doi:10.1242/jcs.112.19.3361. PMID 10504341.
- “Microtubule-targeting drugs induce Bcl-2 phosphorylation and association with Pin1”. Neoplasia 3 (1):  70–9. (2001). doi:10.1038/sj.neo.7900131. PMC 1505024. PMID 11326318.
- “Akt inhibits Myt1 in the signalling pathway that leads to meiotic G2/M-phase transition”. Nature Cell Biology 4 (2):  111–6. (February 2002). doi:10.1038/ncb741. PMID 11802161.
- “Identification of a consensus motif for Plk (Polo-like kinase) phosphorylation reveals Myt1 as a Plk1 substrate”. The Journal of Biological Chemistry 278 (28):  25277–80. (July 2003). doi:10.1074/jbc.C300126200. PMID 12738781.
- “Keratinocyte G2/M growth arrest by 1,25-dihydroxyvitamin D3 is caused by Cdc2 phosphorylation through Wee1 and Myt1 regulation”. The Journal of Investigative Dermatology 122 (6):  1356–64. (June 2004). doi:10.1111/j.0022-202X.2004.22522.x. PMID 15175024.
- “Identifying cellular genes crucial for the reactivation of Kaposi's sarcoma-associated herpesvirus latency”. The Journal of General Virology 87 (Pt 3):  519–29. (March 2006). doi:10.1099/vir.0.81603-0. PMID 16476973.
- “Phosphoproteome analysis of the human mitotic spindle”. Proceedings of the National Academy of Sciences of the United States of America 103 (14):  5391–6. (April 2006). Bibcode: 2006PNAS..103.5391N. doi:10.1073/pnas.0507066103. PMC 1459365. PMID 16565220.
- “Proteomics analysis of protein kinases by target class-selective prefractionation and tandem mass spectrometry”. Molecular & Cellular Proteomics 6 (3):  537–47. (March 2007). doi:10.1074/mcp.T600062-MCP200. hdl:10033/19756. PMID 17192257.